# Муллажонов, Тохир Огунович
Муллажонов Тохир Огунович (род. 10 октября 1950, Маргилан, Ферганская область) — государственный деятель, много лет служил на различных должностях в органах внутренних дел,[уточнить] генерал-майор.

## Биография
Родился в Маргилане, в крестьянской семье. Отец — Муллажон Охунов, мать — Рабахон Охунова. Тохир Муллажонов – младший из пяти детей в семье.

### Образование
Окончив 8-й класс средней школы города Маргилана, Тохир Муллажонов в 1965 году продолжил обучение в медицинском училище в Маргилане. Как только он закончил учебу в университете, служил на военном флоте на Тихом океане. В 1973 году поступил в Ташкентское высшее училище полиции. В 1982 году учился в Академии бывшего[уточнить] Союзного МВД в Москве.

### Трудовая деятельность
После того как Тохир Муллажонов вернулся с военной службы, он работал фельдшером в местной больнице «Файзиабад» Алтыарикского района. После окончания Ташкентского высшего училища полиции служил в управлении ОВД Ферганской области инспектором, старшим инспектором, а затем заместителем начальника ОВД города Ферганы. В 1992 году был назначен на должность заместителя начальника Главного управления уголовного розыска МВД Республики Узбекистан. С 1997 года продолжал исполнять обязанности начальника УВД Джизакской области. Под руководством Тохира Муллажонова были сданы в использованию новые здания ОВД Форишского и Бахмальского районов и отремонтированы здания ОВД Джизакского города и Зоминского района. В 2001—2002 годах Тохир Муллажонов возглавлял УВД Бухарской области, а в 2002—2004 годах- Наманганской области. В 2002 году по приказу начальника областного УВД Тохира Муллажонова был создан музей «Труд и слава». В 2004–2006 годах занимал должность 1 заместителя министра внутренних дел. В мае 2005 года принимал активное участие в ликвидации беспорядков в Андижанской области. В 2006–2007 годах возглавлял Академию министерство внутренных дел. В 2007-2016 годах работал заместителем начальника Ташкентского военно-учебного заведения, а в 2017-2018 годах работал директором Народной приемной Джизакской области. С 2018 года продолжал работу в должности руководителя Народной приемной города Ташкента.

### Генерал майор
Указом первого Президента Республики Узбекистан Ислама Каримова от 11-января 2003-года Тохиру Муллажонову присвоено звание «Генерал-майор».

## Награды
Согласно Указу Первого Президента Республики Узбекистан Ислама Каримова от 27-августа 2003-года № ПФ-2703 награжден орденом «Почёта» 2-й степени. В 2018 году награжден орденом «Достлик».